# Oxira diluta
Oxira diluta là một loài bướm đêm trong họ Noctuidae.